# Herrarnas lagmångkamp i gymnastik vid olympiska sommarspelen 1972
Herrarnas lagmångkamp i gymnastik vid olympiska sommarspelen 1972 avgjordes den 27-29 augusti i Olympiahalle, München.

## Medaljörer
| Gren                  | Guld                                                                                                | Silver | Brons                                                                                              |
| Herrarnas lagmångkamp | Japan Shigeru Kasamatsu Sawao Kato Eizo Kenmotsu Akinori Nakayama Teruichi Okamura Mitsuo Tsukahara | Sovjetunionen Nikolaj Andrianov Viktor Klimenko Aleksandr Malejev Edvard Mikaelian Vladimir Sjtjukin Michail Voronin | Östtyskland Matthias Brehme Wolfgang Klotz Klaus Köste Jürgen Paeke Reinhard Rychly Wolfgang Thüne |

## Resultat
| Placering | Lag             | Totalt  |
| --------- | --------------- | ------- |
|           | Japan           | 571,250 |
|           | Sovjetunionen   | 564,050 |
|           | Östtyskland     | 559,700 |
| 4         | Polen           | 551,100 |
| 5         | Västtyskland    | 546,400 |
| 6         | Nordkorea       | 545,050 |
| 7         | Rumänien        | 538,900 |
| 8         | Ungern          | 538,600 |
| 9         | Tjeckoslovakien | 538,550 |
| 10        | USA             | 533,850 |
| 11        | Schweiz         | 533,000 |
| 12        | Jugoslavien     | 530,100 |
| 13        | Frankrike       | 522,650 |
| 14        | Kuba            | 519,900 |
| 15        | Bulgarien       | 516,350 |
| 16        | Italien         | 510,100 |